# Albatros snarský
Albatros snarský (Thalassarche salvini) je statný druh albatrosa, jehož převážná část populace hnízdní na novozélandském souostroví Bounty, menší část hnízdí i na soustavě ostrovů Western Chain (součást Snárských ostrovů) a několik párů i na Crozetových ostrovech.

## Systematika
Albatros snarský byl tradičně považován za konspefický s albatrosem šelfovým (Thalassarche cauta), chathamským (Thalassarche eremita) a bělohlavým (Thalassarche steadi). C. J. R. Robertson a G. B. Nunn v roce 1988 však navrhli rozdělení původního taxonu do 4 druhů, což akceptovala řada dalších taxonomických autorit jako BirdLife International, IOU nebo ACAP. Druhové jméno salvini je připomínkou britského ornitologa Osberta Salvina.

## Popis
Délka těla dosahuje 90 cm, rozpětí křídel se pohybuje kolem 250 cm. Samec váží kolem 3,3–4,9 kg, samice 3,3–3,7 kg.
Hlava a krk jsou šedé, korunka je světle šedá. Mezi okem a bází zobáku se táhne černá skvrna. Hřbet, horní strana křídel a ocas jsou šedočerné. Kostřec a celá spodina je čistě bílé. Spodní strana křídel je bílá s tmavými okraji, které u konce křídla sbíhají do tmavého trojúhelníku. Zobák je 125–130 mm dlouhý, jeho barva je rohovinově šedá, avšak koncový hák horní čelisti a horní hrana horní čelisti jsou žluté, konec spodní čelisti je černý. Nohy jsou světle modrošedé. Nedospělí jedinci jsou podobní dospělcům, avšak jejich hlava je o něco světlejší a zobák velmi tmavý.

## Rozšíření
Druh hnízdní pouze na novozélandských ostrovech Western Chain (součást Snárských ostrovů) a hlavně souostroví Bounty, kde se nachází většina hnízdišť. Několik párů hnízdí i na Crozetových ostrovech. V době hnízdění (srpen až duben) se albatros snarský vyskytuje u Nového Zélandu, hlavně v pobřežních vodách kolem Jižního ostrova, a v mořích kolem jihovýchodní Austrálie. V době mimo hnízdění je široce rozšířen napříč jižními oceány, hlavně u moří kolem středního Chile a Peru mezi 15–50° j. š. Výjimečně se vyskytuje i v jižních částech Indického a Atlantského oceánu a snad i v mořích kolem Jihoafrické republiky.
V roce 2014 byla početnost párů na souostroví Bounty, kde se vyskytuje přes 90 % veškeré populace, odhadnuta na 40 tisíc párů, což představuje kolem 80 tisíc dospělých jedinců a 110 tisíc všech albatrosů (tzn. včetně nedospělců). Western Chain v letech 2008–2010 hostily 1200 párů, na Crozetových ostrovech je přítomno jen několik párů.

## Biologie

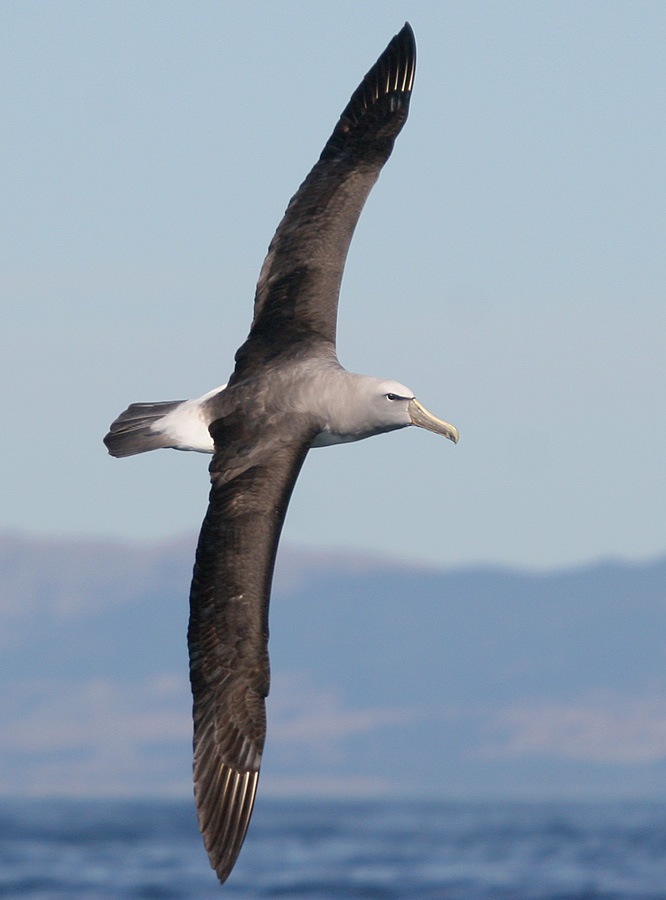
Albatros snarský v letu

Na moři se sdružuje do hejn. Živí se desetiramenatci, krilem, rybami, salpy a zbytky ryb vyhozených z rybářských lodí. Potravu dokáže umě sbírat z hladiny díky svému ostrému zobáku. Jídlo buďto rozřeže ostrými hranami horního zobáku nebo spolkne celé, k čemuž mu pomáhá schopnost výrazně rozšířit hrdlo.

### Hnízdění
K hnízdění dochází v hustě osídlených koloniích. Albatros snarský tvoří dlouhodobé monogamní páry, které jsou formovány skrze komplexní námluvy, podobně jako je tomu i u dalších druhů albatrosů. Oba partneři zajišťují inkubaci i péči o mláďata. Vejce jsou kladena do mělkého důlku na vrcholu hromádky z bahna, guána a dalšího materiálu nalezeného v bezprostřední blízkosti hnízda. Albatrosi toto hnízdo využívají rok co rok, takže se hromádka časem zvětšuje. Samice klade vždy jen jedno bílé vejce o rozměrech 104×67 mm. Ke kladení vajec dochází od srpna do září a po 65–75 dnech se klubou ptáčata. Mladí albatrosi zůstávají na hnízdě 115–130 dní. K výletu z hnízda dochází od února do dubna. Mohou se dožít i více než 30 let.

## Ohrožení
Mezinárodní svaz ochrany přírody hodnotí albatrosa snarského jako zranitelný druh. Populační trend je nicméně neznámý, jelikož různé metody sčítání v minulosti omezují možnosti relevantního porovnání historické početnosti. Hlavní ohrožení druhu představují interakce s komerčními rybářskými loděmi, při nichž hrozí zamotání do rybářských sítí nebo háčků. Vzhledem k omezenému geografickému výskytu hnízdišť je druh náchylný k nenadálým přírodním katastrofám.